# Porcellionides cyprius
Porcellionides cyprius är en kräftdjursart som först beskrevs av Hans Strouhal.  Porcellionides cyprius ingår i släktet Porcellionides och familjen Porcellionidae. Inga underarter finns listade i Catalogue of Life.